# Zygomaturus
Zygomaturus bezeichnet eine Gattung ausgestorbener Beuteltiere Australiens. Die Tiere erreichten die Größe eines Rindes, wobei sie aber deutlich massiger waren. Mit den Arten Zygomaturus trilobius und Zygomaturus nimborensia kam die Gattung bis ins Spätpleistozän in Australien und Neuguinea vor. Wie die bekannte Gattung Diprotodon gehörte Zygomaturus in die Familie der Diprotodontidae. Aufgrund von Verknöcherungen auf Schnauze und Stirn, die als Hornansätze gewertet werden können, werden die Tiere bisweilen auch als Beutelnashörner bezeichnet.

## Merkmale und Evolution
Frühe Funde der Gattung wurden häufig unter dem Namen Nototherium mitchelli beschrieben. Charakteristisch sind die ausgeprägten Jochbeine (Zygomaticum), von denen sich auch der wissenschaftliche Name herleitet. Im Gegensatz zu Diprotodon, dessen Überreste auch im inneren des australischen Kontinents gefunden wurden, scheint Zygomaturus auf die feuchteren, waldigen Küstenbereiche beschränkt gewesen zu sein. Zygomaturus dürfte sich aus der Miozänen Gattung Kolopsis entwickelt haben und bewohnte Australien vom späten Miozän bis zum späten Pleistozän.

## Arten
Zygomaturus trilobius kam bis ins späte Pleistozän in Australien vor. Zygomaturus nimborensia ist aus Neuguinea ebenfalls bis ins späte Pleistozän vertreten. Eine weitere Pleistozäne Art war Zygomaturus macleayi, während Zygomaturus keanei im Pliozän lebte. Zu den frühesten Arten zählt Zygomaturus gilli aus dem späten Miozän.